# Churvat Keijafa

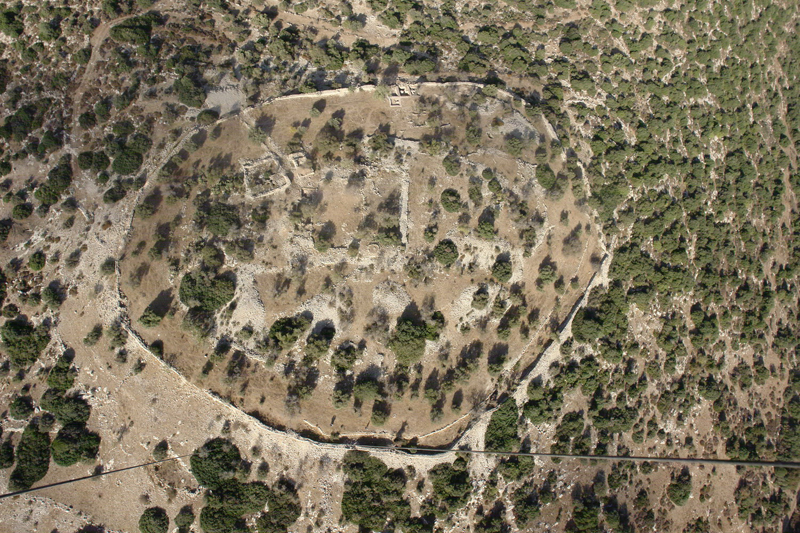
Hradby Churvat Keijafa z ptačího pohledu

Churvat Keijafa (hebrejsky חורבת קיאפה‎, v angl. přepisu arabštiny Khirbet Qeiyafa) je archeologická lokalita v západní Šefele, poblíž města Bejt Šemeš v Izraeli. Pravděpodobně jde o Ša'arajim, 3x okrajově zmíněné v bibli.

## Geografie
Nachází se na severním ostrohu nad údolím Ela, mezi tely Socho a Azeka, dva kilometry od Azeky a dva a půl od Socha. 6 km severně je Tel Bejt Šemeš. Stojí nad bývalou hlavní cestou vedoucí z nížiny, obydlené Pelištejci k Jeruzalému ve vzdálenosti den chůze od něj (asi 30 km). Pelištejský Gat je vzdálený asi 12 km.

## Osídlení
Nejde o klasický tel s mnoha vrstvami osídlení. Jde o pevnostní město postavené na „zelené louce“ na přelomu 11. a 10. století př. n. l., zničené po několika desítkách let existence. Poté bylo místo částečně obydleno na rozhraní doby perské a helenistické (mezi lety 350–270 př. n. l.). Mezi 4. a 6. stoletím tu byla na nejvyšším místě karavanseráj.

## Vykopávky
Roku 2003 rozpoznal Sa'ar Ganor neobvyklou velikost balvanů zbytku hradeb. Tři roky poté provedl s Josefem Garfinkelem základní průzkum a předběžné vykopávky roku 2007. První sezóna začala v létě 2008 a vykopávky pokračují dodnes. Zatím (2012) byla vykopána čtyři procenta naleziště. V letech 2009–2011 tu zároveň vedl expedici Michael Hasel z Jižní adventistické univerzity.

## Nálezy
Roku 2008 tu byl nalezen ostrakon s pětiřádkovým nápisem.